# Batalhão de Operações Policiais Especiais
Il BOPE (Batalhão de Operações Policiais Especiais, ovvero Battaglione per le operazioni speciali di polizia) è un gruppo di intervento speciale della Policia Militar di Rio de Janeiro specializzato nell'effettuare incursioni sul territorio delle favelas ed in altre zone ad alto rischio. A causa della natura del crimine nelle favelas, le unità del BOPE possiedono una vasta esperienza per ciò che riguarda la guerriglia urbana così come nell'avanzamento in territori ostili. Il BOPE utilizza inoltre un equipaggiamento ritenuto più potente rispetto a quello usato dalle tradizionali forze dell'ordine civili.

## Storia
Il BOPE fu creato il 19 gennaio del 1978 dopo che l'allora capitano della PM Paulo Cesar Amendola de Souza rese noto il proprio progetto al capitano generale della Polícia Militar do Estado do Rio de Janeiro e colonnello dell'esercito brasiliano, Mário José Sotero de Menezes. Dopo alcuni cambiamenti del nome, questo corpo ha ricevuto indipendenza amministrativa e ha sede nel Morro do Pereirão, la Favela di Pereirão.

## Competenze
Il BOPE è specializzato in azioni di guerriglia urbana orientate al controllo del traffico di droga nelle favelas. La droga infatti rappresenta il cardine dell'economia di queste baraccopoli.
Gli agenti del BOPE sono specializzati in:
- distruzione delle barricate erette dai trafficanti per impedire l'accesso della polizia;
- recupero di poliziotti o civili rimasti feriti in scontri nelle favelas;
- effettuare arresti ad alto rischio;
- recupero di ostaggi;
- soppressione di rivolte all'interno delle prigioni;
- missioni speciali in territori paludosi e montani.

## Equipaggiamento e veicoli

### Equipaggiamento
Tra le armi in dotazione a questo battaglione scelto di polizia:
- Pistola mitragliatrice Beretta M12 9 Parabellum
- Fucile da battaglia FAL calibro 7,62x51
- Fucile PARA-FAL calibro 7,62x51
- Carabina Colt M4A1 calibro 5,56x45
- Fucile ASTRA StG4 calibro 5,56x45
- Fucile da battaglia HK G3 calibro 7,62x51
- Fucile-mitragliatore MADSEN
- Carabina M-1 calibro.30
- Espingarda di calibro 12 (modello Pump-action)
- Pistola PT 92 calibro 9mm
- Pistola PT 100 calibro .40
- Pistola mitragliatrice HK MP-5 e MP-5K
- Mitragliatrice polivalente HK21 A1 calibro 7,62x51.

### Veicoli
Il Battaglione ha a disposizione una flotta di mezzi corazzati conosciuti come "Pacificador" o "Caveirão" e un Bell UH-1 Iroquois. Tali veicoli vengono utilizzati nelle operazioni presso le favelas durante le quali il BOPE si impegna in intensi conflitti a fuoco con trafficanti armati pesantemente. Il Battaglione dispone inoltre di una pala caricatrice per rimuovere ostacoli che possono presentarsi sotto forma di barricate o blocchi stradali.

## Forze simili

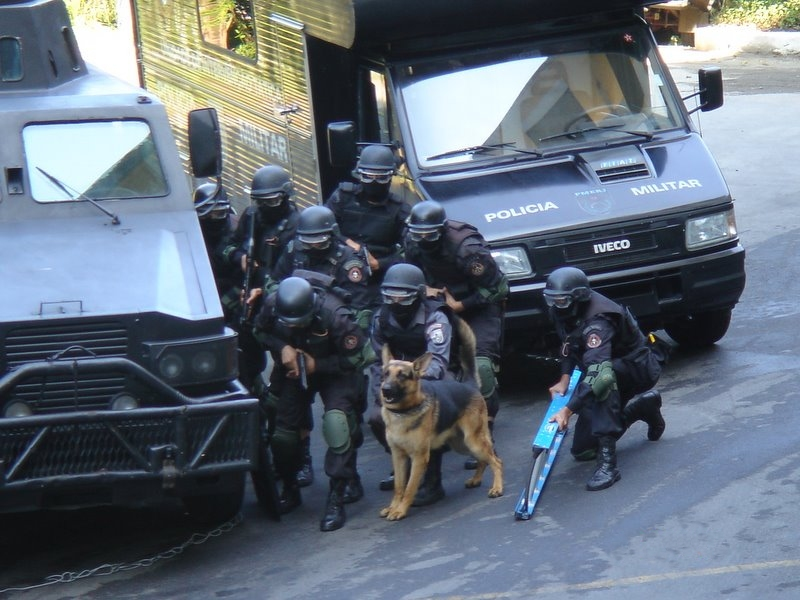
Militari del BOPE durante un'incursione: nella foto è ben visibile il caratteristico veicolo blindato Caveirão, affiancato da un Iveco Daily.

Il BOPE si presenta come una eccezione nel panorama delle forze speciali, in quanto non è stato costituito espressamente per liberare ostaggi o abbattere terroristi, operazioni che comunque talvolta svolge, ma per sequestrare armi ai narcotrafficanti e per tenere sotto controllo le favelas.

## Riferimenti nella cultura di massa
(Battuta del film Tropa de Elite)
- Nel 2006 l'antropologo Luiz Eduardo Soares, coadiuvato da due operatori del BOPE, il maggiore André Batista e il capitano Rodrigo Pimentel, ha scritto un libro dedicato al Battaglione. Da questo libro nel 2007 è stato tratto il film Tropa de Elite - Gli squadroni della morte, regia di José Padilha, che nel 2008 ha vinto l'Orso d'Oro a Berlino. Nel 2010 è stato distribuito il sequel: Tropa de Elite 2 - Il nemico è un altro.

- Nel videogioco Tom Clancy's Rainbow Six Siege sono presenti due operatori appartenenti alla BOPE Caveira e Capitão.

- Nel videogioco Max Payne 3 è presente l'UFE (abbreviazione di Unidade de Forças Especiais), organizzazione che si ispira al BOPE.[3]

## Critiche
Nel marzo 2006, Amnesty International ha condannato in particolare l'uso dei furgoni blindati noti come "Caveirões" per la pacificazione di situazioni critiche. L'associazione ha precisato che questi veicoli vengono usati in maniera indiscriminata, oltre che essere inefficaci.